# Angelo Balbiani
Angelo Balbiani (né à Rocca Canavese dans le Piémont le 4 avril 1890 et mort à une date inconnue) est un joueur de football italien, qui évoluait en tant qu'attaquant.

## Biographie
Angelo Balbiani est surtout connu pour avoir évolué dans deux des plus grands clubs italiens de l'histoire (non à l'époque), à savoir tout d'abord le club de sa province natale du Foot-Ball Club Juventus, puis celui de la région voisine de l'Inter de Milan.
Il fait ses débuts en bianconero en 1909, et joue son premier match lors d'un derby della Mole contre les turinois du Torino FC, qui voit la Juve être défaite par 3-1 le 7 novembre 1909, match lors duquel il inscrit son premier but. Il joue son dernier match avec les bianconeri contre le Milan AC le 23 janvier 1910 pour une victoire 1-0. 
L'année suivante, il rejoint les milanais de l'Inter pour une saison, et débute en bleu et noir le 11 juin 1911 contre l'Unione Sportiva Milanese.